# ميشيل نويل
ميشيل نويل هو ممثل كندي، ولد في 27 يونيو 1922 في كندا، وتوفي بنفس المكان في 22 يونيو 1993 بسبب نوبة قلبية.

## وصلات خارجية
- ميشيل نويل على موقع IMDb (الإنجليزية)
- ميشيل نويل على موقع ميوزك برينز (الإنجليزية)
- ميشيل نويل على موقع ميوزك برينز (الإنجليزية)
- ميشيل نويل على موقع ديسكوغز (الإنجليزية)
- ميشيل نويل على موقع قاعدة بيانات الفيلم (الإنجليزية)